# ANSI/ISA-95
ISA-95 is de internationale standaard voor de integratie van kantoor- en productieautomatiseringssystemen. 
ISA-95 bestaat uit modellen en terminologie die nauwkeurig in kaart brengen welke informatie moet worden uitgewisseld tussen systemen gericht op verkoop, financiën en logistiek en systemen gericht op productie, onderhoud en kwaliteit. Aan de hand van UML object modellen wordt deze informatie gestructureerd om zodoende gestandaardiseerde interfaces te kunnen ontwikkelen tussen ERP- en MES systemen. De ISA-95 standaard is een goede leidraad om in kaart te brengen welke informatie moet worden uitgewisseld tussen kantoorautomatiseringssystemen en productieautomatiseringssystemen. Bovendien kan ISA-95 worden gebruikt voor het opstellen van User Requirements, voor (MES) leveranciersselecties en als basis voor het ontwikkelen van MES systemen en databases.
De ANSI/ISA-95 (ISA-95) is zo'n standaard voor Enterprise-Control System Integration. 
ISA-95 werd tot ca. 2003 ook wel S95 genoemd.